# Иванов, Борис Михайлович (белоэмигрант)
Бори́с Миха́йлович Иванов (1895—1993) — участник Белого движения на Юге России, капитан Корниловского полка, начальник РОВС в 1986—1988 годах.

## Биография
Сын офицера. Среднее образование получил в Пензенской 1-й гимназии.
В Первую мировую войну окончил ускоренный курс Павловского военного училища, прапорщик 31-го пехотного Алексеевского полка.
В декабре 1917 года вступил в Добровольческую армию, состоял в распоряжении генерала Корнилова и в офицерском отряде полковника Симановского. Участвовал в 1-м Кубанском походе в рядах Корниловского ударного полка. Затем служил в корниловских частях в составе Вооруженных сил Юга России и Русской армии вплоть до эвакуации Крыма. На 18 декабря 1920 года — подпоручик в 4-й роте Корниловского полка в Галлиполи, в 1923 году — в Панчево, штабс-капитан. Осенью 1925 года — капитан Корниловского полка в Болгарии. 
В эмиграции в Югославии. В годы Второй мировой войны служил в Русском корпусе в составе вермахта. После войны переехал в США. Состоял председателем объединения Корниловского полка и начальником Мичиганского отдела Русского общевоинского союза. Затем был начальником северо-американского отдела РОВС, с 25 марта 1986 года — 1-м заместителем начальника РОВС, а с 5 июня 1986 по 20 июня 1988 года — начальником (председателем) РОВС. Публиковался в журналах «Первопоходник» и «Атаманский вестник», газете «Русская жизнь» (Сан-Франциско).
Скончался в 1993 году в Детройте. Похоронен на кладбище Свято-Троицкого монастыря в Джорданвилле. Его жена Вера Бертрамовна (1916—1982).